# Pirocloro
Il pirocloro è un minerale.

## Origine e giacitura
È un minerale tipico pegmatiti derivate da rocce alcaline.